# Kotoba
kotoba（コトバ）は、集英社が発行する雑誌である。

## 概要
2010年9月6日に創刊され、季刊で3月、6月、9月、12月の各6日に刊行。
多様性を考える言論誌として、ノンフィクションやアカデミズムを扱う。巻頭は、毎号特集をもうけ、さまざまな立場の識者が論じている。その際、一つの角度からの見方だけではなく、対立する意見も紹介することで、読者に考えてもらうヒントを提案している。
また、次代を担う作家や、現在脚光を浴びている論客の寄稿・インタビュー、対談、連載なども掲載している。
マスコットキャラクターは「トート神」である。

## 内容
2015年4月現在、下記のようなコーナーで構成されている。
- 特集。4ページから8ページの記事を毎号120ページくらい掲載。これまでに、「生物多様性」「脱成長の経済」「ポスト３・１１」「男と女」「日本語をあそぶ」「本屋に行こう」「夏目漱石」「食べるって何？」「生命とは何だろう？」「開高健」「南方熊楠」などがテーマとなった。
- 小特集。旬な話題、注目を集めている学者などの記事が中心。
- 対談。こちらも話題の論客たちの記事が中心。池谷裕二「脳にきく音楽」と佐野史郎「失われゆく『何か』を求めて」は連載。
- 連載。現在の連載は、加藤典洋「敗者の想像力」、水野和夫「資本主義の超克」、星野博美「香港の黄色い傘」、岩本沙弓「米古文書で探る日米関係の真実」、森達也「現代の聖地」、太田和彦「東京エレジー」など。
- レビュー。著者インタビューのほか、中島岳志、石川直樹、石原千秋、北上次郎、仲俣暁生らの書評、町山智浩の映画評がある。